# Eliomar Marcón
Pour les articles homonymes, voir Marcon (homonymie).
Eliomar Marcón (né le 15 novembre 1975 à Seberi, petite ville du Rio Grande do Sul au Brésil) est un joueur de football brésilien.